# Кэррут, Шейн
Шейн Кэррут (Shane Carruth; 1972, Мертл-Бич, Южная Каролина, США) — американский кинорежиссёр, киносценарист и киноактёр, известный независимыми научно-фантастическими драмами «Детонатор» (2004) и «Примесь» (2013).
По причине необычности, загадочности и странности фильмов Кэррута, режиссёр Стивен Содерберг охарактеризовал его следующим образом: «Я рассматриваю Шейна как незаконнорождённого наследника Дэвида Линча и Джеймса Камерона».

## Биография

### Ранние годы
Шейн Кэррут родился в 1972 году в Мертл-Бич (штат Южная Каролина) в семье военного. Семья часто переезжала с места на место, побывав в Корее, Южной Дакоте и штате Нью-Йорк, прежде чем поселиться Техасе, откуда зачастую надолго переезжала в округ Колумбия. Шейн и трое его младших братьев и сестёр провели годы, «меняя дома и друзей и приспосабливаясь к нашей новой среде», — вспоминает его брат Джон.
«Из-за последней работы отца на правительственного оборонного подрядчика, Шейну не дозволяется знать, что он делает, и даже, где он работает».
В 1980-е годы, «как и большинство детей эпохи VHS», Кэррут ещё не осознавая того, прошёл неформальную школу компании Стивена Спилберга «Amblin», с увлечением пересмотрев научно-фантастические фильмы, такие как «Инопланетянин» (1982), «Балбесы» (1985), «В поисках утраченного ковчега» (1981), а также научно-фантастические триллеры «Бандиты во времени» (1981) и «Звёздный путь: Гнев Хана» (1982), и особенно научно-фантастическое фэнтези «Исследователи» (1985) о трёх детях, которые с помощью домашнего компьютера и многочисленных железок из лавки старьёвщика тайно строят в лесу космический корабль. В конце концов, Кэррут с помощью бытовой видеотехники самостоятельно поставил кукольный фильм «Стар Трек».
«В школе Кэррут выделялся в математике и науках — его любимых предметах — но ему часто было там скучно».

### Учёба в Университете и работа
Кэррут закончил в Университет Стивена Ф. Остина в штате Техас, получив диплом по математике, после чего успел поработать на нескольких работах, в том числе на фирме Hughes Electronics, где он работал над программным обеспечением для моделирования авиаполётов.
Во время учёбы в колледже у Кэррута возникло желание сочинять истории, после чего, по его собственным словам, «значительная часть моей жизни была проведена — по крайней мере, в свободное время — за написанием рассказов. В какой-то момент я даже написал половину романа», но так и не смог его завершить, обнаружив, что «его писательский стиль не ложится на прозу». Как говорит Кэррут, «я не делал внутренних монологов. Я не писал того, что происходило на уровне эмоций. И в какой-то момент я осознал, что всё, что я пишу — это описание того, что происходит, что я по сути пишу сценарии». В итоге «я обратился к формату сценария, после чего прошло не так много времени, прежде чем я подумал о том, чтобы воплотить одну из этих штук на экране».

### Влияния
По словам Кэррута, во время учёбы в колледже «он смотрел параноидальную классику 1970-х годов типа „Вся президентская рать“ и „Разговор“, в которых информация является оружием, которое как персонажи, так и кинематографисты могут придержать или использовать в своих интересах». Вдохновившись этим, Кэррут начал писать сценарий «Детонатора».
Кэррут также отметил большое влияние на себя в студенческие годы романа «Великий Гэтсби» и фильма «2001: Космическая одиссея» Кубрика.
Начать заниматься независимым кино Кэррута подтолкнуло творчество независимого режиссёра Джона Кассаветиса, а также фильм Роберта Родригеса «Эль Марьячи» (1992), который заставил его «поверить в миф», что фильм можно сделать за 7000 долларов.

## Кинокарьера

### «Детонатор» (2004)
Кэррут ворвался на сцену независимого кино в 2004 году, представив на кинофестивале «Сандэнс» свой экстремально низкобюджетный научно-фантастический фильм «Детонатор». Фильм рассказывает о двух тестирующих компьютерное оборудование инженерах-программистах, которые случайно создают устройство, способное производить сдвиг во времени. «Созданная ими машина — это старый ящик, который одновременно дешёв и непроницаемо сложен, почти как и сам фильм. Кэррут наполнил „Детонатор“ дополнительными сюжетными моментами, насыщенными техническими терминами разговорами и змеевидными временными последовательностями, многие из которых становятся понятными лишь после второго или даже десятого просмотра». «То, как герои фильма используют своё открытие и справляются с последствиями своего открытия и последующих действий, делает „Детонатор“ самым интригующим, заставляющим думать научно-фантастическим триллером года».
«Как ни странно, часть привлекательности „Детонатора“ заключается в его полной непостижимости. Фильм полон стремительно накладывающихся друг на друга реплик, значительная часть которых проговаривается скороговоркой или шёпотом. Многие ключевые моменты истории показаны очень кратко и фиксируются почти на уровне подсознания,… и при длительности всего в 77 минут, он наполнен таким количеством подробностей, что хочется немедленно просмотреть его заново». «С первого просмотра „Детонатора“, вы неизбежно запутываетесь, но вы знаете, что в этом есть смысл», — сказал режиссёр Райан Джонсон.
Кэррут полностью сделал весь фильм практически в одиночку, выступив автором сценария, режиссёром, оператором, монтажёром, продюсером, автором музыки и исполнителем одной из главных ролей. Кэррут снимал фильм в пригороде Далласа, за скромные 7000 долларов, и потому в нём нет «ослепительной компьютерной графики или изголодавшихся по карбюраторам громил-красавцев, которые делают большинство современных научно-фантастических фильмов столь уныло подростковыми. Неуклюжие гении (этого фильма) выглядят реально, также как и их изобретение. Кэррут создал научную фантастику для учёных, и даже те, что были озадачены этим фильмом, не могли дождаться того, что он сделает вслед за ним».
Значительная часть подготовки к съёмкам состояла из того, что Кэррут часами разговаривал со своим вторым актёром, бывшим сотрудником компании по производству программного обеспечения и учителем по имени Дэвид Салливан. Из-за тесного бюджета фильма Кэррут решил снимать только по одному дублю каждой сцены. «Коэффициент расхода плёнки был очень низким — 2:1. Мы снимали только один дубль, и не только это — в случае необходимости мы лишь доснимали отдельные фразы из какой-либо сцены, которые мне были нужны, с очень небольшим перехлёстом. Так что почти ничего не оставалось. По большей части всё удавалось хорошо. Это был своего рода предмонтаж, и затем всё монтировалось таким образом, как я планировал». «И всё-таки „Детонатор“ имеет немало физических дефектов — грубый звук, иногда резкий свет — что особенно расстраивает Кэррута, который провёл много месяцев планируя съёмки в надежде свести ошибки к минимуму».
После завершения съёмок процесс монтажа поглотил недели, затем месяцы и в конце концов два года. За это время некоторые члены творческой группы полностью потеряли контакт с Кэррутом. Кэррут говорит: «Два года мне потребовалось на монтаж, сочинение музыки и создание звуковых эффектов», и за это время он бросал работу над фильмом как минимум трижды.
После того, как в борьбе за Гран-При Жюри на кинофестивале «Сандэнс» 2004 года «Детонатор» победил таких фаворитов толпы, как «Наполеон Динамит» и «Страна садов», Стивен Содерберг стал одним из многих поклонников Кэррута, назвав его «нелегальным наследником Дэвида Линча и Джеймса Камерона». Газета «Нью-Йорк таймс» назвала фильм «самым изобретательным и искусным первым фильмом», а «Village Voice» — «самым свежим произведением в своём жанре с 2001 года».

### Несостявшийся проект «Топиар»
Как написал критик Брайан Рэфтери, «девять лет назад (в 2004 году) Кэррут попытаться совершить скачок от ограниченных в средствах, мелкомасштабных триллеров к созданию субсидируемых конгломератами магнитов крупных торгово-развлекательных центров и стать ещё одним Брайаном Сингером, Дарреном Аронофски или Кристофером Ноланом».
"Летом и осенью 2004 года Кэррат начал ездить из Далласа в Голливуд. Он проводил бесчисленные встречи с представителями киноиндустрии, и на каком-то этапе даже прорабатывал возможность постановки телесериала. Но через некоторое время у него возникло ощущение, что на самом деле никто не знает, что с ним делать. Затем Кэррут попытался написать романтическую историю взросления, действие которой происходит в открытом море. Но вскоре он начал разрабатывать план чего-то намного более крупного, эпической научно-фантастической истории «Топиар».
Оказавшись «на вершине славы, живя на деньги, заработанные на „Детонаторе“, Кэррут провёл следующие пять лет в написании сценария своего второго фильма „Топиар“, научно-фантастической эпопеи о группе детей, которая строит гигантское, похожее на зверя существо». Как сказал Кэррут: «Я попытался снять фильм под названием „Топиар“. Это намного, намного более крупнобюджетный проект, о детях со способностью создавать автоматы, или чудовищ, со всеми сложностями, которые из этого возникают».
История фильма состоит из двух частей: в первой части рассказывается о городском служащем, который становится одержимым образом звёздного взрыва, который он видит повсюду вокруг себя. В конце концов, он сходится с другими подобными людьми, формируя своего рода секту, которая вскоре распадается из-за алчности и гордыни. Во второй части фильма рассказывается о группе из десяти мальчиков, которые обнаруживают странную машину, которая может быть использована для построения роботоподобных существ. По мере того, как их создания начинают расти в мощи и размере, дружба между детьми начинает разрушаться, и они вынуждены столкнуться с другой группой строителей чудовищ. Фильм завершается раскрытием большой тайны в самом финале, происходящем в далёком космосе и намекающем на то, что всё, что было показано до того, управляется силами, находящимися за пределами контроля персонажей картины.
По словам Кэррута, фильм должен быть «насыщен эффектами, и потому я потратил много времени на разработку художественного ряда картины и в какой-то степени на создание самих эффектов, которые, как я надеялся, будут безупречными, потому что я чувствовал, что слишком часто мы видим системные недоработки в производстве эффектов». Работая над сценарием, Кэррут с помощью компьютерной 3D программы сам отрисовал всех чудовищ. И поскольку для фильма потребовались бы сотни кадров с эффектами, он начал посещать фирмы производителей спецэффектов, чтобы познакомиться с их работой и выяснить, как он сможет сам создавать свои эффекты. Он даже построил свою небольшую систему создания спецэффектов, арендуя компьютеры для облачных вычислений и писал программы. «Вот где я потерял время», — говорит он. «Я был поглощён этими маленькими вещами. Я думал, что существует какой-то новый способ найти решение, и я зашёл по этому пути слишком далеко».
Как говорит Кэррут, «я потратил на это годы, и ещё один год на встречи и попытку добиться финансирования». Завершив работу над первым вариантом сценария, в 2009 году Кэррут передал его режиссёру Стивену Содербергу, своему поклоннику, который вышел на Кэррута после того, как увидел «Детонатор». Содерберг попросил своего друга Дэвида Финчера выступить в качестве второго исполнительного продюсера. С их именами и их благословением Кэррут сделал для инвесторов трейлер на основе концепции фильма, который включал некоторые из разработанных им эффектов, а также образы из многих фильмов Спилберга, которые он смотрел в подростковом возрасте. Рассчитав бюджет примерно в 20 миллионов долларов, Кэррут начал встречаться с потенциальными инвесторами, и на это ушёл ещё один год.
По словам Кэррута, «я видел много энтузиазма, но ничего не происходило. Деньги не оседали на счетах». "Никто никогда не говорил «Нет», — говорит Кэррут. «Всегда был энтузиазм и восхищение и „Нам не терпится этого дождаться“. А на счёт тем временем деньги никак не попадали». Он продолжал снижать бюджет, сократив его до 14 миллионов долларов, но даже таким образом не смог найти инвестора. После того, как он не смог собрать необходимые средства на создание фильма, Кэррут назвал его «вещью, на которую я по существу растратил всю свою жизнь». «Если бы были 1970-е годы, люди бы швыряли ему деньги», — говорит Содерберг, «но сейчас просто другое время». В интервью в апреле 2013 года Кэррут признал, что более не занимается этим проектом. Некоторые предварительные кадры готовившегося фильма вошли в «Примесь».

### «Петля времени»
Режиссёр Райан Джонсон обратился к Кэрруту с просьбой помочь в разработке спецэффектов, связанных с путешествиями во времени, для своего научно-фантастического триллера «Петля времени» (2012). Однако предложенные Кэррутом варианты оказались слишком дорогими, и, по словам Джонсона, далее этого дело не пошло.

### «Примесь» (2013)
21 января 2013 года на кинофестивале «Сандэнс» состоялась премьера нового фильма Кэррута «Примесь». Кинокритик Кит Кимбелл написал, что это был «самый ожидаемый (и самый трудный для описания) фильм в конкурсной программе», и что «большинство критиков постоянно о нём говорило».
«Примесь» стала ещё одним проектом Кэррута из серии «сделай сам». Как и «Детонатор», «Примесь» снималась недалеко от Далласа почти тайно, а Кэррут снова взял на себя почти все обязанности, выступив сценаристом, режиссёром, композитором, продюсером, исполнителем одной из главных ролей и инвестором, но кроме того, ещё и самостоятельно занялся его дистрибуцией. Кэррут не раскрывает информацию о бюджете, но признаёт, что фильм «довольно экономный».
По словам Рэфтери, «как и в случае с „Детонатором“, содержание „Примеси“ сложно изложить в двух словах». Фильм рассказывает о молодой женщине (Эми Сейметц), которую некий вор похищает из бара, вкалывает ей полученное из червей наркотическое вещество, погружая её в гипнотическое состояние, после чего понуждает её перевести на его имя все свои деньги с банковских счетов и переписать дом. Её жизнь разрушена. Однажды она знакомится с Джеффом (Кэррут), который пережил некую сходную жизненную травму. В результате общения они замечают, что их воспоминания начинают сливаться, а их жизни вступают в таинственную связь с другими организмами вокруг них, включая стадо свиней.
Рэфтери отмечет, что «Примесь» «плотно наполнена информацией, хотя значительная её часть носит визуальный характер. Некоторые сцены длятся лишь несколько секунд, но есть и длинные важные эпизоды вообще без слов. Фильм красиво непостижимый, как и любовная история, столь же изломанная, как сами влюблённые». Уайз указывает, что "фильм сбивает с толку и впечатляет в равной степени, а по словам Мэрц, «„Примесь“ порождает бесконечные рассуждения о том, что всё это значит».
Как говорит сам Кэррут: «Что я действительно хотел исследовать — это идея личного повествования, идентичности, способа, которым ты видишь мир, и способа, которым он видит тебя. И всё, что связано с этим — что ты думаешь, что ты заслуживаешь, или ты не заслуживаешь, и твои политические убеждения или религиозные убеждения, что угодно. Когда всё это цементируется, это как будто диктует твоё поведение, или вещи, которые ты говоришь». По словам Кэррута, при работе над сценарием он осознал, насколько эмоциональной будет эта история, и что это не будет чисто умственным упражнением (каким был «Детонатор»)… «Одновременно я понял, что это нечто, что я могу просто пойти и сделать, не спрашивая ни у кого разрешения. Так что я по-настоящему увлёкся этими идеями и занялся их реализацией».
По словам Кэррута, «„Примесь“ во многих смыслах намного более сильный, более качественный фильм, чем „Детонатор“. Он определённо лучше и определённо содержит в себе больше, я думаю, он богаче» и «воздействует скорее на эмоциональном, чем на сюжетном уровне». Мэрц считает, что "Кэррут только рад, когда зрители придирчиво разбирают его фильмы. «Я надеюсь, что когда люди посмотрят историю в первый раз, они испытают эмоциональное воздействие», — говорит он. «Но, иметь возможность смотреть фильм снова и снова и понимать — О, там есть что-то ещё? Мне это нравится».
Фильм был удостоен многих номинаций и наград. В частности, на фестивале «Сандэнс» фильм был номинирован на Гран-при и завоевал Специальный приз жюри, на фестивале «Сиджес» фильм получил номинацию как лучший фильм, а Кэррут получил приз за лучшее режиссёрское откровение. Он также был номинирован на премию Независимый дух как лучший режиссёр и за лучший монтаж.

### «Современный океан»
Как сообщает Рэфтери, Кэррут приступил к работе над новым фильмом, более мрачной, чем обычно «морской романтической историей, которую он начал писать ещё десять лет назад. Но опять же проект состоится только в том случае, если сможет профинансировать себя сам». По словам самого Кэррута, «моя способность сделать очередной фильм напрямую связана с тем доходом, который принесёт этот фильм („Примесь“)». Новый фильм имеет рабочее название «Современный океан». "На поверхности он рассказывает о людях, занимающихся торговлей и о путях морской транспортировки, которые они выстраивают. Пираты, торговцы, воюющие корабли — это все элементы. Но на самом деле это в значительно большей степени рассказ о группе людей, у каждого из которых есть свои амбиции, которые идут в разных направлениях, и многое рушится у многих из них. Это очень простая история, но это продолжение визуального и эмоционального языка «Примеси», — говорит Кэррут.

## Награды и номинации
| Год  | Фестиваль/Организация                             | Категория                                                 | Фильм       | Результат |
| ---- | ------------------------------------------------- | --------------------------------------------------------- | ----------- | --------- |
| 2004 | Кинофестиваль Сандэнс                             | Гран-при жюри                                             | «Детонатор» | Победа    |
| 2004 | Кинофестиваль Сандэнс                             | Приз Альфреда П. Слоуна за лучший фильм                   | «Детонатор» | Победа    |
| 2004 | Премия Готэм                                      | Лучший фильм                                              | «Детонатор» | Номинация |
| 2004 | Каталонский международный кинофестиваль Сиджес    | Лучший фильм                                              | «Детонатор» | Номинация |
| 2005 | Кинофестиваль Фантаспорто                         | Лучший фильм                                              | «Детонатор» | Номинация |
| 2005 | Премия Независимый дух                            | Лучший фильм                                              | «Детонатор» | Номинация |
| 2005 | Премия Независимый дух                            | Лучший режиссёр                                           | «Детонатор» | Номинация |
| 2005 | Премия Независимый дух                            | Лучший первый сценарий                                    | «Детонатор» | Номинация |
| 2013 | Кинофестиваль Сандэнс                             | Специальный приз жюри (совместно с Джонни Маршаллом)      | «Примесь»   | Победа    |
| 2013 | Кинофестиваль Сандэнс                             | Гран-при жюри                                             | «Примесь»   | Номинация |
| 2013 | Каталонский международный кинофестиваль в Сиджесе | Премия «Гражданин Кейн» за лучшее режиссёрское откровение | «Примесь»   | Победа    |
| 2013 | Каталонский международный кинофестиваль в Сиджесе | Лучший фильм                                              | «Примесь»   | Номинация |
| 2013 | Ассоциация кинокритиков Лос-Анджелеса             | Лучший монтаж — 2-е место (совместно с Дэвидом Лоуэри)    | «Примесь»   | Победа    |
| 2013 | Ассоциация кинокритиков Чикаго                    | Лучший монтаж (совместно с Дэвидом Лоуэри)                | «Примесь»   | Номинация |
| 2013 | Премия Готэм                                      | Лучший фильм (совместно с Кейси Гуденом и Беном ЛеКлером  | «Примесь»   | Номинация |
| 2013 | Ассоциация кинокритиков Дублина                   | Лучший режиссёр                                           | «Примесь»   | Номинация |
| 2013 | Кинофестиваль Камеримидж                          | Лучший операторский дебют                                 | «Примесь»   | Номинация |
| 2014 | Премия Независимый дух                            | Лучший режиссёр                                           | «Примесь»   | Номинация |
| 2014 | Премия Независимый дух                            | Лучший монтаж (совместно с Дэвидом Лоуэри)                | «Примесь»   | Номинация |
| 2014 | Ассоциация кинокритиков Джорджии                  | Лучшая музыка                                             | «Примесь»   | Номинация |
| 2014 | Ассоциация кинокритиков Джорджии                  | Лучший режиссёр                                           | «Примесь»   | Номинация |
| 2014 | Ассоциация кинокритиков Джорджии                  | Лучший сценарий                                           | «Примесь»   | Номинация |
| 2014 | Ассоциация кинокритиков Джорджии                  | Лучшая операторская работа                                | «Примесь»   | Номинация |
| 2014 | Ассоциация кинокритиков Центрального Огайо        | Лучшая операторская работа                                | «Примесь»   | Номинация |
| 2014 | Премия Хлортрудис                                 | Лучшая операторская работа                                | «Примесь»   | Номинация |

## Фильмография
| Год  | Фильм       | Кинорежиссёр | Сценарист | Продюсер | Актёр | Композитор | Кинооператор | Художник-постановщик | Монтажёр |
| ---- | ----------- | ------------ | --------- | -------- | ----- | ---------- | ------------ | -------------------- | -------- |
| 2004 | «Детонатор» | ✓            | ✓         | ✓        | ✓     | ✓          |              | ✓                    | ✓        |
| 2013 | «Примесь»   | ✓            | ✓         | ✓        | ✓     | ✓          | ✓            |                      | ✓        |